# مارتی آهتیساری
مارتی آهتیساری (انگلیسی: Martti Oiva Kalevi Ahtisaari، ۲۳ ژوئن ۱۹۳۷ – ۱۶ اکتبر ۲۰۲۳) رئیس‌جمهور پیشین کشور فنلاند در سال‌های ۱۹۹۴–۲۰۰۰ بود. او به عنوان دیپلمات میانجی سازمان ملل برای حل مناقشات بین‌المللی فعالیت می‌کرد.

## فعالیت‌ها
او در سال ۲۰۰۸ به‌خاطر تلاش‌هایش در سه دهه برای برقراری صلح در جهان و حل مناقشات بین‌المللی موفق به دریافت جایزه صلح نوبل شد.
آهتیساری نماینده ویژه سازمان ملل متحد برای کوزوو بود که مسئول برگزاری روند مذاکرات در مورد وضعیت کوزوو بود و هدف از آن حل و فصل اختلافی طولانی مدت در کوزوو بود که بعداً استقلال خود را از صربستان در سال ۲۰۰۸ اعلام کرد. در اکتبر ۲۰۰۸، او به موفق به اخذ جایزه صلح نوبل «برای تلاش‌های مهم خود در قاره‌های مختلف و بیش از سه دهه برای حل و فصل اختلافات بین‌المللی» شد. بیانیه نوبل تأکید کرد که آهتیساری نقش مهمی در حل اختلافات جدی و طولانی مدت، از جمله در نامیبیا، آچه (اندونزی)، کوزوو و عراق داشته‌است.

## زندگیِ شخصی و درگذشت
آهتیساری در ۱۹۶۸ با ایوا ایرملی هیوارینن که در دانشگاه هلسینکی در حال تحصیل در رشته تاریخ بود و از کودکی او را می‌شناخت، در لیسیوم، کووپیو یکدیگر را شناختند و سپس ازدواج نمودند. آنها یک پسر به نام مارکو آهتیساری داشتند که در سال ۱۹۶۹ به دنیا آمد.
در ۲۴ مارس ۲۰۲۰، در بحبوحه شیوع گسترده کووید-۱۹، اعلام شد تست کرونا آهتیساری مثبت شده‌است. همسر وی، ایوا آهتیساری، در ۲۱ مارس به همین ویروس مبتلا شد. ایوا آهتیساری در حالی که به کرونا مبتلا شده بود در کنسرت روز جهانی زن در ۸ مارس در مرکز موسیقی هلسینکی شرکت کرده بود. در ۱۴ آوریل ۲۰۲۰ اعلام شد که مارتی و ایوا آهتیساری در حال بهبودی از عفونت کروناویروس هستند.
در ۲ سپتامبر ۲۰۲۱، اعلام شد که آهتیساری به بیماری آلزایمر مبتلا شده و لذا بازنشسته شده‌است.

آهتیساری بر اثر عوارض بیماری آلزایمر در ۱۶ اکتبر ۲۰۲۳ در هلسینکی در سن ۸۶ سالگی درگذشت. مراسم تشییع جنازه ایالتی او در ۱۰ نوامبر ۲۰۲۳، که به عنوان روز سنت مارتین نیز شناخته می‌شود، برگزار می‌گردد. مراسم تشییع جنازه آهتیساری در ساعت ۱۳:۰۰ در کلیسای جامع هلسینکی برگزار شد و پس از آن در قبرستان هیتانیمی هلسینکی به خاک سپرده شد.
| مناصب سیاسی                            | مناصب سیاسی                | مناصب سیاسی        |
| -------------------------------------- | -------------------------- | ------------------ |
| پیشین: مائونو کویویستو                 | رئیس‌جمهور فنلاند ۱۹۹۴–۲۰۰۰ | پسین: تاریا هالونن |
| جوایز و دستاوردها                      |                            |                    |
| پیشین: ال گور                          | جایزه صلح نوبل ۲۰۰۸        | پسین: باراک اوباما |
| پیشین: مجمع بین‌المللی تغییرات آب‌وهوایی | جایزه صلح نوبل ۲۰۰۸        | پسین: باراک اوباما |